# Сванте

Родовой герб Свантеполка Кнуддсона

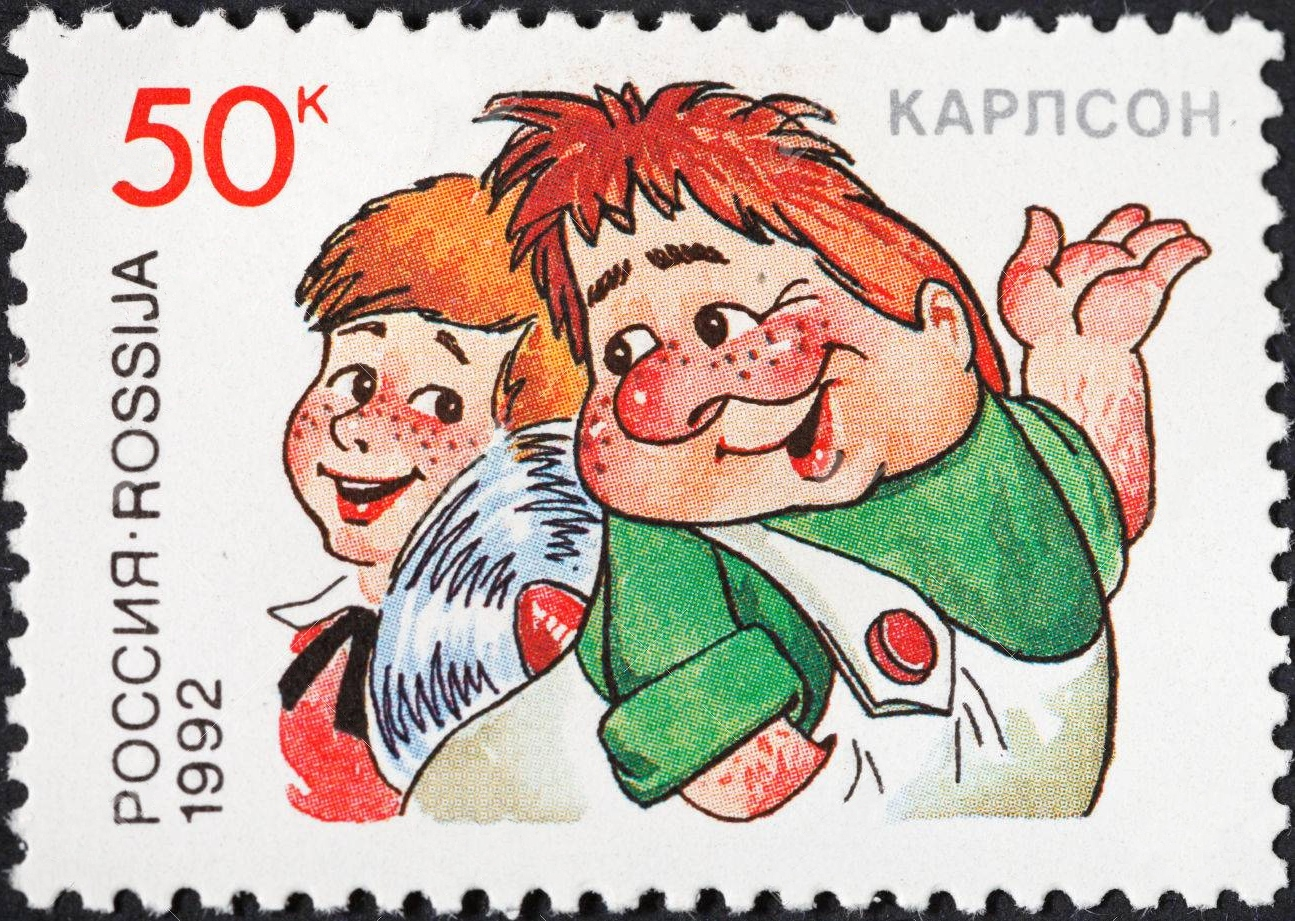
Малыша, героя повестей Астрид Линдгрен, звали Сванте Свантесон

Сванте (швед. Svante) — шведское мужское имя. Имеет славянское происхождение и существует как Святополк у русских и украинцев, Świętopełk у поляков, Svatopluk у чехов и Svätopluk у словаков. Также имя Svjatopluk имеет и другие вариации у разных народов.
Во второй половине XIII века Свантеполк Кнудссон (ум. 1310), лорд Вибю, поселился в Швеции, в провинции Эстергётланд. Его отцом был Кнуд Вальдемарссон, герцог Ревеля, Блекинге и Лолланна, внебрачный сын датского короля Вальдемара II Победоносного. О его матери почти ничего неизвестно, кроме того, что она была из славянского племени поморян. По всей видимости, именно ей Свантеполк был обязан своим именем.
Однако известно, что отец Вольдемара Второго победоносного, Вольдемар первый Великий внук Мстислава Владимировича Киевского до 18 лет прожил на Руси и имя свое Вольдемар, получил в честь прадеда Владимира Мономаха. Равно как и Вольдемар второй - Владимир.
Так что Святополк родовое имя по отцу. Его брат Эрик, герцог Халланд, получил традиционное скандинавское имя.
Свантеполк Кнутссон принадлежал к высшей шведской знати, имел титул государственного советника, был посвящён в рыцари, был лагманом (высшим должностным лицом с судебными полномочиями) в Эстергётланде. От него имя Свантеполк (Swantepolk, Svatopluk, Swietopelk, Sviatopolk) вошло в шведский именослов в форме Сванте. Имя приобрело большую популярность в Швеции, его носили многие известные и знатные лица. Оно стало календарным, именины отмечаются 10 июня в один день с другим заимствованным именем — Борис.
Имя Сванте было особенно популярно в качестве первого имени мальчиков, родившихся в 1940–1950-х годах. С 1960 года имя стало более редким до середины 1990-х годов, после чего появилась тенденция к росту популярности. На 31 декабря 2008 года в Швеции было 6830 человек, носящих имя Сванте. 138 мальчиков, родившихся в 2008 году, получили это имя.